# نگین آلتونی
نگین آلتونی (زادهٔ ۱۱ اسفند ۱۳۷۹) کاراته‌کای کُرد اهل ایران است که در بازی‌های المپیک تابستانی جوانان ۲۰۱۸ موفق به کسب مدال برنز کاراته در وزن ۵۹+ کیلوگرم دختران شد.

## زندگی‌نامه
نگین آلتونی ۱۱ اسفند ۱۳۷۹ در شهر ایلام به دنیا آمد و زیر نظر استادش خانم بتول دارابی از سن ۱۲ سالگی در باشگاه مقداد کاراته را آغاز نمود. از سال ۱۳۹۳ هم در اردوهای تیم‌های ملی پایهٔ کاراته ایران حضور داشت و در سن ۱۶ سالگی به عضویت تیم ملی جوانان درآمد.

## تحصیلات
وی در حال حاضر دانشجوی رشته مهندسی نفت در مقطع لیسانس در دانشگاه آزاد شهر کرج می‌باشد.